# Campyloxenus
Campyloxenus is een geslacht van kevers uit de familie  
kniptorren (Elateridae).
Het geslacht is voor het eerst wetenschappelijk beschreven in 1860 door Fairmaire.

## Soorten
Het geslacht omvat de volgende soort:
- Campyloxenus pyrothorax Fairmaire, 1860